# دان بليك
دان بليك (بالإنجليزية: Dan Blake)‏ هو لاعب كرة قدم أمريكية أمريكي، ولد في 22 مايو 1882 في كورو في الولايات المتحدة، وتوفي في 7 سبتمبر 1953 في غاري في الولايات المتحدة.